# Quod tibi fieri non vis, alteri ne feceris
Quod tibi fieri non vis, alteri ne feceris (у перекладі з латинської — Чого не хочеш собі, не чини другому) — латинський вислів, що є перекладом із книги Товита (див.; пор. також Матвія 7, 12; Луки 6, 31); імператор Александр Север звелів його написати на своєму палаці та ін. громадських будівлях. Вже в Ісократа зустрічається фраза: «Коли щось, що вам спричинено, вас сердить, не чиніть цього іншим» («ά πάσχοντες ύφ ετέρον οργίζεσθε ταϋτα τοϊς άλλοις μή ποιεϊτε»).